# Władysław Tadeusz Wańkowicz
Władysław Tadeusz Wańkowicz herbu Lis – miecznik miński, wojski miński w latach 1738–1763, starosta ruszewski w 1728 roku.
Poseł na sejmy w latach: 1711, 1717, 1722, 1726, 1734. Deputat na Trybunał Główny Wielkiego Księstwa Litewskiego w 1730 roku.
Żonaty z Heleną Barbarą Wołodkowicz i z Teresą Filipowicz.